# Греко-римская борьба на летних Олимпийских играх 1936 — до 79 кг
Соревнования по греко-римской борьбе в рамках Олимпийских игр 1936 года в среднем весе (до 79 килограммов) прошли в Берлине с 6 по 9 августа 1936 года в «Германском Зале». 
Турнир проводился по системе с начислением штрафных баллов. За чистую победу штрафные баллы не начислялись, за победу по очкам борец получал один штрафной балл, за поражение по очкам со счётом 2-1 два штрафных балла, за поражение со счётом 3-0 или чистое поражение — три штрафных балла. Борец, набравший пять штрафных баллов, из турнира выбывал. Тот круг, в котором число оставшихся борцов становилось меньше или равно количеству призовых мест, объявлялся финальным, и борцы, вышедшие в финал, проводили встречи между собой. В случае, если они уже встречались в предварительных встречах, такие результаты зачитывались. Схватка по регламенту турнира продолжалась 20 минут.
В среднем весе боролись 16 участников. В категории был представительный состав: двукратный олимпийский чемпион (и действующий в этом весе) Вяйнё Коккинен, бронзовый призёр предыдущих игр и бронзовый призёр чемпионата Европы 1934 года Эрколе Галлегати, молодые борцы Людвиг Швайкерт и Ибрагим Ораби, будущий бронзовый призёр Олимпиады-1948. Однако, несмотря на такое представительство, по существу фаворитом был единственный борец: двукратный олимпийский чемпион, пятикратный (к Олимпийским играм) чемпион Европы Ивар Юханссон. Он предсказуемо стал чемпионом, и серьёзное сопротивление ему смог оказать лишь Людвиг Швайкерт. В финале Юханссон боролся с Йожефом Палоташом, при этом Юханссон мог побеждать с любым счётом. Он победил чисто, что отправило Швайкерта на второе, а Палоташа на третье место.  

## Призовые места
- Ивар Юханссон
- Людвиг Швайкерт
- Йожеф Палоташ

## Первый круг
| Штрафных баллов | Участник 1       | Результат    | Участник 2       | Штрафных баллов |
| --------------- | ---------------- | ------------ | ---------------- | --------------- |
| 1               | Вяйнё Коккинен   | 2-1          | Вольдемар Мяги   | 2               |
| 1               | Эрколе Галлегати | 3-0          | Ханс Фредериксен | 3               |
| 0               | Франчиск Кокош   | Туше (5:30)  | Эрнест Гогель    | 3               |
| 0               | Людвиг Швайкерт  | Туше (9:00)  | Ханс Пойнтер     | 3               |
| 0               | Ивар Юханссон    | Туше (3:35)  | Георгиос Лефакис | 3               |
| 1               | Ибрагим Ораби    | 3-0          | Адхан Юрдаер     | 3               |
| 0               | Йожеф Палоташ    | Туше (12:00) | Эдуард Пижо      | 3               |
| 0               | Кальман Киш      | Туше (14:25) | Йожеф Прыбил     | 3               |

## Второй круг
| Штрафных баллов | Участник 1       | Результат   | Участник 2       | Штрафных баллов |
| --------------- | ---------------- | ----------- | ---------------- | --------------- |
| 2               | Эрколе Галлегати | 3-0         | Вольдемар Мяги   | 5               |
| 1               | Вяйнё Коккинен   | Туше (1:30) | Ханс Фредериксен | 6               |
| 0               | Людвиг Швайкерт  | Туше (8:08) | Франчиск Кокош   | 3               |
| 3               | Ханс Пойнтер     | Туше (3:30) | Эрнест Гогель    | 6               |
| 0               | Ивар Юханссон    | Туше (8:20) | Адхан Юрдаер     | 6               |
| 2               | Ибрагим Ораби    | 3-0         | Георгиос Лефакис | 6               |
| 3               | Йожеф Прыбил     | Туше (3:37) | Эдуард Пижо      | 6               |
| 1               | Йожеф Палоташ    | 3-0         | Кальман Киш      | 3               |

## Третий круг
| Штрафных баллов | Участник 1       | Результат   | Участник 2      | Штрафных баллов |
| --------------- | ---------------- | ----------- | --------------- | --------------- |
| 3               | Эрколе Галлегати | 2-1         | Вяйнё Коккинен  | 3               |
| 3               | Франчиск Кокош   | Туше (2:21) | Ханс Пойнтер    | 6               |
| 1               | Ивар Юханссон    | 2-1         | Людвиг Швайкерт | 2               |
| 2               | Ибрагим Ораби    | 3-0         | Кальман Киш     | 6               |
| 1               | Йожеф Палоташ    | Туше (7:19) | Йожеф Прыбил    | 6               |

## Четвёртый круг
| Штрафных баллов | Участник 1      | Результат   | Участник 2       | Штрафных баллов |
| --------------- | --------------- | ----------- | ---------------- | --------------- |
| 3               | Вяйнё Коккинен  | Туше (3:00) | Франчиск Кокош   | 6               |
| 3               | Людвиг Швайкерт | 3-0         | Эрколе Галлегати | 6               |
| 1               | Ивар Юханссон   | Туше (7:46) | Ибрагим Ораби    | 5               |
| 1               | Йожеф Палоташ   | Пропускал   |                  |                 |

## Пятый круг
| Штрафных баллов | Участник 1      | Результат    | Участник 2     | Штрафных баллов |
| --------------- | --------------- | ------------ | -------------- | --------------- |
| 3               | Людвиг Швайкерт | Туше (16:56) | Йожеф Палоташ  | 4               |
| 2               | Ивар Юханссон   | 3-0          | Вяйнё Коккинен | 6               |

## Финал
| Штрафных баллов | Участник 1    | Результат   | Участник 2    | Штрафных баллов |
| --------------- | ------------- | ----------- | ------------- | --------------- |
|                 | Ивар Юханссон | Туше (3:48) | Йожеф Палоташ |                 |